# コロニー5
コロニー5（The Colony）は2013年のカナダのSF映画。監督はジェフ・レンフロー。日本劇場未公開。

## ストーリー
2045年、雪が降り続き氷河期が訪れた地球で人々は地下にいくつかのコロニー<居留地>をつくり生活をしていた。
ある日、コロニー5との連絡が途絶え、コロニー7のリーダー格ブリッグス（ローレンス・フィッシュバーン）とサム（ケヴィン・ゼガーズ）たちは様子を見に行く。
しかし、そこには飢えで凶暴化した人間によって人々が殺され悲惨な状況だった。危うく殺されそうになるも、なんとか逃げ延びたサムはコロニー7に帰還。
しかし、メイソン（ビル・パクストン）の横暴な支配により、コロニー7はメイソンのものになっていた。さらに凶暴化した彼らがやってきて…

## キャスト
※括弧内は日本語吹替
- ブリッグス - ローレンス・フィッシュバーン（江川央生）
- サム - ケヴィン・ゼガーズ（佐藤拓也）
- メイソン - ビル・パクストン（志村知幸）
- カイ - シャーロット・サリヴァン（英語版）（志田有彩）
- グレイドン - アッティカス・ミッチェル（小田柿悠太）
- ヴィクター - ジョン・テンチ（各務立基）

## 評価
批評家は「古いSFのアイデアだ」とした。ピーター・ハウエル（Peter Howell）は「カナダ人は低予算でハリウッドの大作をアレンジするのが上手い」とした。
ジェイ・ストーン（Jay Stone）は「繰り返しが多い。造形が中途半端で登場人物に感情移入できない」とした。
リアム・レイシー（Liam Lacey）はプロットが使い回しだとしたが「風景は本当に寒そうだ」と書いた。

## DVD
コロニー5はDVDとブルーレイで2013年8月にカナダで、2013年10月にアメリカ合衆国にてそれぞれ発売された。
日本では吹き替え付きでTCエンタテインメントから2014年1月29日に発売され、レンタル版はツタヤでのみ取り扱っている。